# 布托夫希納
50°58′20″N 34°26′21″E / 50.97222°N 34.43917°E
布托夫希納（烏克蘭語：Бутовщина）是位於烏克蘭東北部的村莊，由蘇梅州蘇梅區的米科拉伊夫卡镇级市镇負責管轄。該村距離舍夫琴基夫卡、薩馬拉、霍斯廷內、阿爾卡夫斯凱和佐里亞內3公里，海拔高度152米，2001年人口28。